# Elèctrode de referència
Un elèctrode de referència és aquell elèctrode que té un potencial de reducció estable i conegut. L'estabilitat del potencial de l'elèctrode s'aconsegueix habitualment utilitzant un sistema redox amb concentracions constants (tampó o saturades) dels diferents components de la reacció.
Un exemple d'elèctrode de referència és l'elèctrode de calomelans saturat.